# Madorka
Madorka (ryska: Мадорка) är ett vattendrag i Belarus.   Det ligger i voblasten Homels voblast, i den centrala delen av landet, 190 km sydost om huvudstaden Minsk.
I omgivningarna runt Madorka växer i huvudsak blandskog. Runt Madorka är det ganska glesbefolkat, med 32 invånare per kvadratkilometer.